# Московский (Агаповский район)
Московский — упразднённый посёлок в Агаповском районе Челябинской области. На момент упразднения входил в состав Агаповского сельсовета. Исключен из учётных данных в 1985 г.

## География
Располагался в центре района, на правом берегу реки Урал, в 3 км (по прямой) к юго-западу от села Агаповка.

## История
Основан в 1925 году. По данным на 1926 год хутор Московский состоял из 38 хозяйств. В административном отношении входил в состав Агаповского сельсовета Магнитного района Троицкого округа Уральской области.
В 1930-е годы на хуторе организован колхоз «Крепость Советов». По Постановлению Совета Министров СССР от 7 июня 1950 года № 2427 колхозы «Ударник», «Искра» (пос. Ново-Янгелька) и колхоз «Крепость Советов» — были объеденины в один колхоз им. Сталина.
С 1942 по 1957 годы центр Московского сельсовета. С 1957 года колхоз имени Сталина включен во вновь организованный совхоз «Агаповский».
По данным на 1970 год посёлок Московский входил в состав Агаповского поссовета и являлся бригадой 2-го отделения совхоза «Агаповский».
Решением Агаповского райисполкома № 573 от 30 декабря 1985 года посёлок Московский исключен из учётных данных.

## Население
По данным переписи 1926 года на хуторе проживало 217 человек (113 мужчин и 104 женщины), в том числе: русские — 100 %.
Согласно результатам переписи 1970 года в посёлке проживал 132 человека.